# اردوگاه پناهندگان الشاطی
اردوگاه پناهندگان الشاطی، یک اردوگاه پناهندگان فلسطینی واقع درشمال نوار غزه در کنار خط ساحلی دریای مدیترانه در استان غزه، و مشخص تر غزه است.
الشاطئ در سال ۱۹۴۸ برای حدود ۲۳٬۰۰۰ فلسطینی که از شهرهای یافا، لد، و بئرشبع و نیز روستاهای پیرامون آن در جریان جنگ ۱۹۴۸ اعراب و اسرائیل اخراج شدند و فرار کردند ایجاد شد. کل مساحت اردوگاه بالغ بر ۵۲۰ دونوم است.

## خصوصیات
مخیم الشاطئ ۸۷٬۱۵۸ نفر جمعیت دارد.